# Chiamate Roma 3131

Chiamate Roma 3131 est une émission radiophonique italienne diffusée sur la station de radio de service public Radio 1 de 1969 à 1974.

## Historique
Historique dans l'histoire de la radiophonie italienne, Chiamate Roma 3131 est la première émission permettant aux auditeurs de communiquer avec les animateurs, ces premiers appelant la station par téléphone. Le programme, diffusée quotidiennement et d'une durée de trois heures, était animé par Gianni Boncompagni, Franco Moccagatta et Federica Taddei.
L'émission a été l'une des émissions radiophoniques de la RAI la plus écoutée, celle-ci atteignant des pics d'audience de 10 millions d'auditeurs.

## Sources
- (it) Cet article est partiellement ou en totalité issu de l’article de Wikipédia en italien intitulé « Chiamate Roma 3131 » (voir la liste des auteurs).